# کربی هوول باپتست
کربی هاوول باپتیست (انگلیسی: Kirby Howell-Baptiste؛ زادهٔ ۷ فوریهٔ ۱۹۸۷) هنرپیشه بریتانیایی است. وی از سال ۲۰۰۸ میلادی تاکنون مشغول فعالیت بوده‌است.
از فیلم‌ها یا برنامه‌های تلویزیونی که وی در آن نقش داشته‌است می‌توان به هدف یک سگ، جای خوب، کشتن ایو، چرا زنان می‌کشند، کروئلا، شب خاموش، فصل چهارم ورونیکا مارس، سردسته‌ها و ایفای نقش شخصیت دث در مجموعهٔ تلویزیونی سندمن اشاره کرد.